# 共青城 (克麦罗沃州)
共青城（羅馬化：Komsomolʹsk）是俄罗斯克麦罗沃州的市级镇，属季苏尔区，地处克麦罗沃州东北部，在区行政中心季苏尔西南、州府克麦罗沃东北方。附近有季苏尔卡河（属丘雷姆河流域）的一条小支流流经。
该地2021年人口有1,876人；2010年人口2,294；2002年人口2,631；1989年人口3,479。